# Torneo Competencia 1953
Het Torneo Competencia 1953 was de vijftiende editie van deze Uruguayaanse voetbalcompetitie. Het toernooi werd gespeeld tussen mei en augustus 1953. Winnaar werd CA Peñarol dat met een punt meer dan rivaal en titelverdediger Club Nacional de Football eindigde.

## Teams
Aan het Torneo Competencia deden twaalf ploegen mee. Net als vorig jaar had het toernooi ook deelnemers die niet in de Primera División actief waren. Behalve de ploegen die in 1953 op het hoogste niveau speelden, deden ook CA Bella Vista (de nummer twee van de tweede divisie vorig seizoen) en degradant IA Sud América mee. Alle deelnemende ploegen waren afkomstig uit Montevideo.
| Clubs          | Clubs                     |
| -------------- | ------------------------- |
| CA Bella Vista | Montevideo Wanderers FC   |
| Central FC     | Club Nacional de Football |
| CA Cerro       | CA Peñarol                |
| Danubio FC     | Rampla Juniors FC         |
| CA Defensor    | CA River Plate            |
| Liverpool FC   | IA Sud América            |

## Toernooi-opzet
Het Torneo Competencia werd gespeeld voorafgaand aan de Primera División. De twaalf deelnemende clubs speelden een halve competitie tegen elkaar en de ploeg die de meeste punten behaalde werd eindwinnaar. De behaalde resultaten telden ook mee voor het Torneo de Honor 1953. Het toernooi was een Copa de la Liga; een officieel toernooi, georganiseerd door de Uruguayaanse voetbalbond (AUF).

## Toernooiverloop
Het landskampioenschap van 1952 was pas in februari 1953 beslist: Club Nacional de Football en CA Peñarol waren gelijk geëindigd en speelden een beslissingswedstrijd om de titel, die Nacional met 4–2 had gewonnen. Ook in de vriendschappelijke Copa Montevideo had Nacional van Peñarol gewonnen. Vijf maanden later kregen de Aurinegros hun revanche door in het Torneo Competencia met 4–3 van Nacional te winnen.
De nederlaag tegen Peñarol bleek voor Nacional uiteindelijk hun enige verliespartij van het toernooi. Hoewel ook Peñarol een wedstrijd verloor (van degradant IA Sud América) pakten ze toch de titel, omdat ze in de resterende wedstrijden minder gelijke spelen behaalden dan Nacional. Hierdoor behaalden ze uiteindelijk een punt meer dan hun rivaal.
Danubio FC eindigde met vier punten minder dan Peñarol op de derde plaats. Dat was hun beste klassering in het Torneo Competencia tot nu toe. Sud América werd vierde. De Naranjitas bleven als enige deelnemer ongeslagen tegen de twee grote ploegen: behalve de winst op Peñarol behaalden ze ook een gelijkspel tegen Nacional.
CA Bella Vista - naast Sud América de andere ploeg die in 1953 niet op het hoogste niveau speelde - deed het beduidend minder goed: ze verloren acht van de elf wedstrijden en eindigden samen met CA River Plate onderaan. In tegenstelling tot River Plate slaagde Bella Vista er wel nog in om twee wedstrijden te winnen; de Darseneros wonnen daarentegen geen enkele wedstrijd.

### Eindstand
|     | Club                      | Sp. | W | G | V | Pnt. | DV | DT | DS  |
| --- | ------------------------- | --- | - | - | - | ---- | -- | -- | --- |
| 1.  | CA Peñarol                | 11  | 8 | 2 | 1 | 18   | 36 | 14 | +22 |
| 2.  | Club Nacional de Football | 11  | 7 | 3 | 1 | 17   | 32 | 16 | +16 |
| 3.  | Danubio FC                | 11  | 6 | 2 | 3 | 14   | 18 | 13 | +5  |
| 4.  | IA Sud América            | 11  | 4 | 5 | 2 | 13   | 18 | 14 | +4  |
| 5.  | Rampla Juniors FC         | 11  | 5 | 3 | 3 | 13   | 17 | 13 | +4  |
| 6.  | CA Cerro                  | 11  | 4 | 3 | 4 | 11   | 16 | 16 | 0   |
| 7.  | Central FC                | 11  | 4 | 2 | 5 | 10   | 14 | 16 | –2  |
| 8.  | Liverpool FC              | 11  | 3 | 3 | 5 | 9    | 22 | 30 | –8  |
| 9.  | CA Defensor               | 11  | 4 | 1 | 6 | 9    | 13 | 21 | –8  |
| 10. | Montevideo Wanderers FC   | 11  | 3 | 2 | 6 | 8    | 12 | 16 | –4  |
| 11. | CA Bella Vista            | 11  | 2 | 1 | 8 | 5    | 12 | 25 | –13 |
| 12. | CA River Plate            | 11  | 0 | 5 | 6 | 5    | 6  | 23 | –17 |

| Winnaar Torneo Competencia 1953 |
| ------------------------------- |
| CA Peñarol 8e titel             |

1934 ·
1936 ·
1941 ·
1942 ·
1943 ·
1944 ·
1945 ·
1946 ·
1947 ·
1948 ·
1949 ·
1950 ·
1951 ·
1952 ·
1953 ·
1955 ·
1956 ·
1957 ·
1958 ·
1959 ·
1961 ·
1962 ·
1963 ·
1964 ·
1967 ·
1985 ·
1986 ·
1987 ·
1988 ·
1989 ·
1990